# Royal Sovereign (Schiff, 1857)
Die HMS Royal Sovereign war ursprünglich als Linienschiff ersten Ranges mit 121 Kanonen gebaut worden. Sie hätte sechzehn 20,0-cm-Kanonen, 114 32-Pfünder-Kanonen (15 kg) und eine 68-Pfünder-Kanone (31 kg) an Bord gehabt. Mit dem Aufkommen des Dampf- und Schraubenantriebs wurde der Umbau des Schiffes zu einem Schraubenschiff mit 131 Kanonen angeordnet, der am 25. Januar 1855 begann. Am 25. April 1857 wurde sie schließlich in Dienst gestellt. Sie hatte eine Verdrängung von 3765 Tonnen (3825 tn.l.), eine Deckslänge von 73,30 m (240 Fuß 6 Zoll) und eine Breite von 19 m (62 Fuß), eine Besatzung von 1100 Mann und eine Maschinenleistung von 780 PS.

## Design

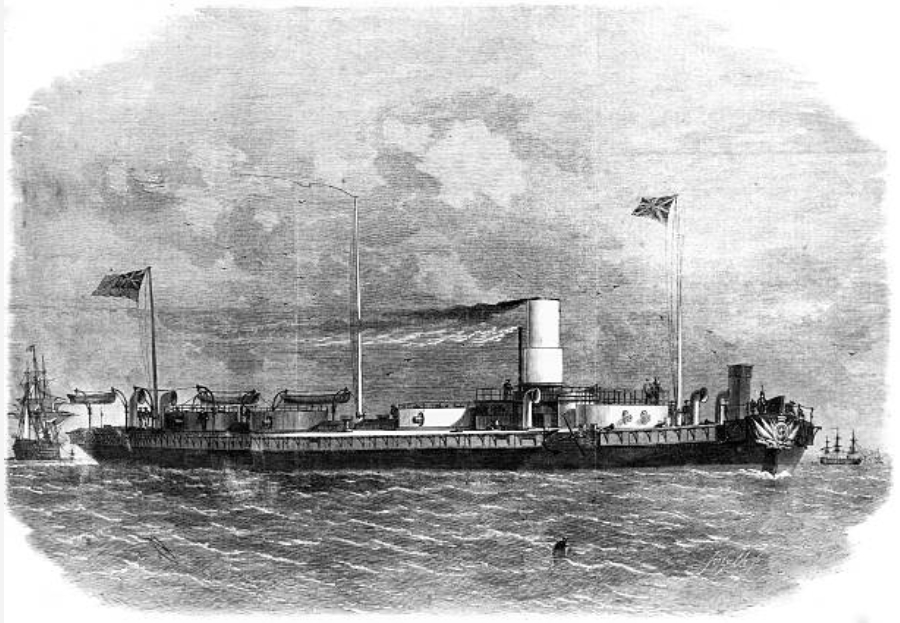
Die Royal Sovereign am 14. Mai 1864

Nach mehreren Jahren der Stilllegung wurde sie für den Umbau in ein experimentelles Turmschiff ausgewählt, was von Kapitän Cowper Coles initiiert wurde, der der Meinung war, dass ein mastloses Schiff mit Geschütztürmen die bestmögliche Konstruktion für ein Küstenverteidigungsschiff sei. Der Auftrag für den Umbau wurde am 4. April 1862 erteilt.
Das Schiff wurde bis auf das Unterdeck abgerissen, so dass es einen Freibord von 2,1 bis 2,4 m (7 bis 8 Fuß) hatte. Die Decks und Rumpfseiten wurden verstärkt, um die geplante Bewaffnung zu tragen und den Rückstoß beim Abfeuern der Geschütze zu absorbieren. Es kam zu einer gewissen Verzögerung, als sich herausstellte, dass das Schiff zu weit abgerissen worden war, dass die Bordwände neu gebaut werden mussten. Als der Umbau am 20. August 1864 abgeschlossen war, war sie das erste britische Schiff mit Turmbewaffnung und das einzige mit einem hölzernen Rumpf. Ihr Verhältnis von Länge zu Breite lag bei knapp unter 4:1, was das kleinste Verhältnis war, das jemals bei britischen Panzerschiffen verwendet wurde. Sie war für die Hochsee nicht geeignet, stellte aber ein ausgezeichnetes Schiff zur Hafenverteidigung dar. Das Schiff hatte ein hohes Vorderdeck und Poopdeck, die beide durch ein über den Türmen verlaufendes Hurricane-Deck verbunden waren.

## Panzerung
Die Royal Sovereign hatte einen Panzergürtel mit einer Stärke von 101 mm bis 140 mm Eisen. Die Panzerung der Geschütztürme war zwischen 140 und 254 mm dick.

## Bewaffnung
Der ursprüngliche Entwurf sah fünf Türme vor, die jeweils entweder zwei 68-Pfünder-Glattrohrkanonen oder eine 100-Pfünder-Glattrohrkanone (45 kg) besaßen. Dies wurde zu einer Anordnung mit vier Türmen geändert, mit einem Zwillingsturm von 164 Tonnen und drei Einzeltürmen von 150 Tonnen. Die ersten Geschütze waren 26,7-cm-Glattrohrkanonen (10,5 Zoll), die eine 150-Pfund-Stahlkugel abfeuerten. 1867 wurden sie alle durch 22,9-cm-Vorderlader ersetzt.
Am 15. Januar 1866 wurden von der Bellerophon drei Schüsse aus nächster Nähe auf den hinteren Turm der Royal Sovereign abgefeuert, um zu prüfen, wie gut Coles’ Geschütztürme dem Beschuss standhielten. Die Panzerplatten des Turms wurden zwar verschoben, und ein Schuss durchschlug die Rückseite des Turms, aber die Drehbarkeit des Turms und die Feuerkraft der Geschütze wurden nicht beeinträchtigt.

## Dienstgeschichte
Die Royal Sovereign wurde in Portsmouth für den Einsatz im Ärmelkanal in Dienst gestellt, wo sie in begrenztem Umfang operativ eingesetzt und für die Erprobung und Bewertung von Geschützen und Türmen verwendet wurde. Im Oktober 1866 wurde sie ausgemustert und im Juli 1867 für die Flottenschau wieder in Dienst gestellt. Danach wurde sie der Marineschützenschule HMS Excellent als Kanonenboot zugeteilt, bis sie 1873 durch die Glatton ersetzt als Linienschiff 4. Ranges herabgestuft und der Reserve zugeteilt wurde. Bis zu ihrem Verkauf im Mai 1885 wurde sie nicht mehr eingesetzt.
Admiral Symonds vermerkte, nachdem er ihr Verhalten beobachtet und sie inspiziert hatte: „Sie ist ein höchst beeindruckendes Schiff und könnte, so glaube ich, durch ihre überlegene Bewaffnung jedes einzelne Schiff des Geschwaders zerstören.“"